# Bataille de Pagallos
Campagne de Guyane
(Guerre d'indépendance du Venezuela)
Batailles
m
- Angostura (1re)
- San Félix
- Pagallos
- Angostura (2e)

La bataille de Pagallos est un combat naval de la campagne de Guyane de 1817, opération de la guerre d'indépendance du Venezuela, qui a lieu le 8 juillet 1817 sur l'Orénoque, à la hauteur de la municipalité de Casacoima. Elle se solde par une victoire patriote.